# بخش سارال
بخش سارال یکی از بخش‌های شهرستان دیواندره در استان کردستان در غرب ایران است.

## تقسیمات کشوری
- دهستان سارال
- دهستان کوله

## جمعیت
بنابر سرشماری مرکز آمار ایران، جمعیت بخش سارال شهرستان دیوان دره در سال ۱۳۸۵ برابر با ۱۵۱۴۵ نفر بوده است.